# 格里德利 (加利福尼亚州)
格里德利（英語：Gridley）是美国加利福尼亚州比尤特县下属的一座城市。建市于1905年11月23日，面积大约为2.07平方英里（5.4平方公里）。根据2010年美国人口普查，该市有人口6,584人。